# 제3대 요크 공작 요크의 리처드
제3대 요크 공작 요크의 리처드(Richard of York, 3rd Duke of York, 1411년 9월 21일 ~ 1460년 12월 30일)는 잉글랜드 플랜태저넷 왕가 출신의 귀족이다. 백년전쟁 당시 군인으로 활약했으며, 정신 질환이 있었던 헨리 6세의 섭정을 맡기도 했다. 에드워드 3세의 후손으로서 왕위계승권을 주장했고, 이것이 장미 전쟁의 도화선이 되었다.

## 가계도
리처드는 코니스버러의 리처드의 아들이자 랭글리의 에드먼드의 손자로, 에드워드 3세에게는 증손자가 된다. 랭글리의 에드먼드는 에드워드 3세의 넷째 아들로, 랭커스터 왕가 측의 곤트의 존의 동생이었다. 따라서 부계로 따지자면 랭글리의 에드먼드(4남)보다 곤트의 존(3남)이 서열이 우선하나, 리처드는 자신이 모계로는 에드워드 3세의 차남 라이오넬 플랜태저넷(앤트워프의 라이오넬)의 후손이 됨을 주장하여 랭커스터 왕가보다 왕위 계승 서열이 높다고 주장하였다.
리처드의 외조부 로저 모티머(제4대 마치 백작)는 필리파 플랜태저넷(필리파 앤트워프)의 아들이었는데, 이 필리파 플랜태저넷은 에드워드 3세의 차남 앤트워프의 라이오넬 플랜태저넷의 외동딸이었다. 따라서 필리파 플랜태저넷은 리처드의 당고모(5촌 고모)인 동시에 모계로는 외증조모가 되는 것이다. 앤트워프의 라이오넬은 곤트의 존과 랭글리의 에드먼드의 형이었기 때문에 1455년 리처드는 앤트워프의 라이오넬의 후손인 자신에게 왕위 계승권이 있음을 주장하며 장미 전쟁을 일으켰다.
- 할아버지 : 에드먼드, 에드워드 3세의 넷째 아들
  - 큰아버지 : 에드워드
- 아버지 : 코니스버러의 리처드
- 어머니 : 앤 모티머
- 외증조부 : 제4대 마치 백작 로저 모티머

자식들
- 엑서터 공작 부인 앤
- 에드워드 4세
- 러틀랜드 백작 에드먼드
- 서퍽 공작 부인 엘리자베스
- 부르고뉴 공작 부인 마거릿
- 클래런스 공작 조지 (1446-1503)

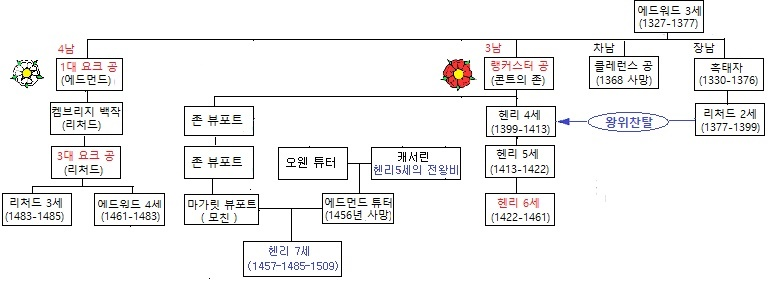
에드워드 3세의 가계도

- 리처드 3세

## 참고 문헌
- Cokayne, George Edward (1932). The Complete Peerage, edited by H.A. Doubleday. VIII. London: St. Catherine Press. pp. 445–53.